# (387) Aquitania
(387) Aquitania es un asteroide perteneciente al cinturón de asteroides descubierto por Fernand Courty el 5 de marzo de 1894 desde el observatorio de Burdeos, Francia.

## Designación y nombre
Aquitania fue designado al principio como 1894 AZ.
Posteriormente se nombró por Galia Aquitania, una antigua provincia del Imperio romano.

## Características orbitales
Aquitania está situado a una distancia media de 2,739 ua del Sol, pudiendo acercarse hasta 2,09 ua y alejarse hasta 3,387 ua. Tiene una inclinación orbital de 18,13° y una excentricidad de 0,2368. Emplea en completar una órbita alrededor del Sol 1655 días.